# 宮心計
宮心計（きゅうしんけい）とは、2009年に製作・公開された香港の時代劇・後宮ドラマである。日本未公開。
製作は香港電視廣播有限公司(香港TVB)、監督は梅小青である。唐王朝後期の宮廷(後宮)を舞台とした歴史作品で、一般に香港版『大奥』・香港版『宮廷女官チャングムの誓い』とも称される。主演は佘詩曼・楊怡・米雪・関菊英・鄭嘉穎・陳豪ら。姉妹作に2018年の香港ドラマ『宮心計2深宮計』がある。

## 参考資料
- 映像『宮心計』全33話(「腾讯视频」より)